# ساندرا زاشيك
ساندرا زاشيك (بالمجرية: Zácsik Szandra)‏ مواليد 22 أبريل 1990 في كومارنو، سلوفاكيا، هي لاعبة كرة يد مجرية تلعب كظهير أيسر. مثلت منتخب المجر لكرة اليد للسيدات.

## سجل المنافسة
شاركت في البطولات التالية:
- بطولة العالم لكرة اليد للسيدات 2009
- بطولة العالم لكرة اليد للسيدات 2013
- بطولة العالم لكرة اليد للسيدات 2015

## روابط خارجية
- ساندرا زاشيك على موقع الاتحاد الأوروبي لكرة اليد (الإنجليزية)
- ساندرا زاشيك على موقع أوليمبيديا (الإنجليزية)